# Jato-Nunatak
Der Jato-Nunatak ist ein kleiner und dennoch markanter Nunatak im ostantarktischen Viktorialand. Er ragt am nördlichen Ende der Barker Range in den Victory Mountains auf.
Die Südgruppe der New Zealand Federated Mountain Clubs Antarctic Expedition (1962–1963) benannte ihn nach dem JATO-Schubsystem in US-amerikanischen Flugzeugen für den Transport großer Lasten.